# Piragüisme als Jocs Olímpics d'estiu de 1984
Als Jocs Olímpics d'Estiu de 1984 celebrats a la ciutat de Los Angeles (Estats Units d'Amèrica) es disputaren 12 proves de piragüisme, totes elles en aigües tranquil·les. La competició tingué lloc al llac Casitas entre els dies 7 i 12 d'agost de 1984.
Hi participaren un total de 195 piragüistes, 158 homes i 37 dones, de 28 comitès nacionals diferents.

## Resum de medalles

### Categoria masculina
| Prova              | Or                                                                         | Argent                                                                     | Bronze                                                                         |
| C-1 500 m Detalls  | Larry Cain                                                                 | Henning Jakobsen                                                           | Costicǎ Olaru                                                                  |
| C-1 1000 m Detalls | Ulrich Eicke                                                               | Larry Cain                                                                 | Henning Jakobsen                                                               |
| C-2 500 m Detalls  | Iugoslàvia Matija Ljubek · Mirko Nišović                                   | Romania Ivan Patzaichin · Toma Simionov                                    | EspanyaEnrique Míguez · Narcisco Suárez                                        |
| C-2 1000 m Detalls | Romania Ivan Patzaichin · Toma Simionov                                    | Iugoslàvia Matija Ljubek · Mirko Nišović                                   | FrançaDidier Hoyer · Eric Renaud                                               |
| K-1 500 m Detalls  | Ian Ferguson                                                               | Lars-Erik Moberg                                                           | Bernard Bregeon                                                                |
| K-1 1000 m Detalls | Alan Thompson                                                              | Milan Janić                                                                | Greg Barton                                                                    |
| K-2 500 m Detalls  | Nova ZelandaIan Feguson · Paul MacDonald                                   | SuèciaPer-Inge Bengtsson · Lars-Erik Moberg                                | CanadàHugh Fisher · Alwyn Morris                                               |
| K-2 1000 m Detalls | CanadàHugh Fisher · Alwyn Morris                                           | FrançaBernard Brégeon · Patrick Lefoulon                                   | AustràliaBarry Kelly · Grant Kenny                                             |
| K-4 1000 m Detalls | Nova ZelandaGrant Bramwell · Ian Ferguson · Paul MacDonald · Alan Thompson | SuèciaPer-Inge Bengtsson · Tommy Karls · Lars-Erik Moberg · Thomas Ohlsson | FrançaFrançois Barouh · Philippe Boccara · Pascal Boucherit · Didier Vavasseur |

### Categoria femenina
| Prova             | Or                                                                            | Argent                                                               | Bronze                                                                 |
| K-1 500 m Detalls | Agneta Andersson                                                              | Barbara Schüttpelz                                                   | Annemiek Derckx                                                        |
| K-2 500 m Detalls | SuèciaAgneta Andersson · Anna Olsson                                          | CanadàAlexandra Barre · Susan Holloway                               | RFAJosefa Idem · Barbara Schuttpelz                                    |
| K-4 500 m Detalls | Romania Agafia Constantin · Nastasia Ionescu · Tecla Marinescu · Maria Stefan | SuèciaAgneta Andersson · Anna Olsson · Eva Karlsson · Susanne Wiberg | CanadàAlexandra Barre · Lucie Guay · Susan Holloway · Barbara Olmstead |

## Medaller
| Posició | País          | Or | Argent | Bronze | Total |
| 1       | Nova Zelanda  | 4  | 0      | 0      | 4     |
| 2       | Suècia        | 2  | 4      | 0      | 6     |
| 3       | Canadà        | 2  | 2      | 2      | 6     |
| 4       | Romania       | 2  | 1      | 1      | 4     |
| 5       | Iugoslàvia    | 1  | 2      | 0      | 3     |
| 6       | RFA           | 1  | 1      | 1      | 3     |
| 7       | França        | 0  | 1      | 3      | 4     |
| 8       | Dinamarca     | 0  | 1      | 1      | 2     |
| 9       | Austràlia     | 0  | 0      | 1      | 1     |
| 9       | Espanya       | 0  | 0      | 1      | 1     |
| 9       | Estats Units  | 0  | 0      | 1      | 1     |
| 9       | Països Baixos | 0  | 0      | 1      | 1     |